# Pause (film)
Pour plus de détails, voir Fiche technique et Distribution.
Pause est un film suisse, sorti en 2014.

## Synopsis
Deux jeunes trentenaires, Sami, guitariste insouciant et Julia, juriste ambitieuse, forment un couple depuis quatre années, mais leur relation semble s’essouffler. Julia propose de faire une pause pour y voir un peu plus clair. 
Sami prend aussitôt conscience qu’il est profondément attaché à Julia et tente à tout prix de renouer avec elle. Il est soutenu par Fernand, un vieil hédoniste en fin de vie et également son complice en musique. Les événements jouent en la faveur des deux tourtereaux, malgré les embûches semées sur le chemin de l’engagement, de la maturité et de l’amour. 

## Fiche technique
- Titre : Pause
- Réalisation : Mathieu Urfer
- Scénario : Mathieu Urfer et Joanne Giger
- Pays d'origine : Suisse
- Date de sortie : 2014

## Distribution
- Baptiste Gilliéron : Sami
- Julia Faure : Julia
- André Wilms : Fernand
- Nils Althaus : Lionel
- Nicole Letuppe : Sarah
- Olivier Yglesias : Eric